# Unión Deportiva Gáldar
La Unión Deportiva Gáldar fue un club de fútbol del municipio de Gáldar (Las Palmas) España. Dejó de competir en la Preferente Las Palmas. Hoy en día existe un club refundado que compite en regionales. La máxima competición en la que ha jugado el club es la Segunda División B, en los años 90.
Fue fundado en 1988, por fusión del CD Gáldar y CD Unión Moral (equipo que participó en Tercera).

## Historia

### Fundación
La Unión Deportiva Gáldar nace en el verano de 1988 con el fin de conseguir un equipo de fútbol fuerte en el municipio. En este proyecto participaron los dos clubes más importantes del pueblo el Club Deportivo Gáldar y el Club Deportivo Unión Moral, máximo representante del fútbol galdense hasta esos momentos.

### Inicios en Regionales
La temporada 1988/89 la UD Gáldar sale a competir en el Grupo II de la Segunda Regional de la provincia de Las Palmas quedando campeón ese mismo año. La temporada siguiente el equipo se estrenaba en Primera Regional, consiguiendo idéntico resultado que su campaña anterior, así el UD Gáldar volvía a quedar campeón y conseguía un nuevo ascenso. De esta forma el equipo galdense se estrenaría en Preferente en la siguiente temporada. Como en sus dos campeonatos ligueros anteriores el paso del UD Gáldar por la categoría su corto ya que en el año de su debut el conjunto verde acabó segundo tras el Real Artesano, de este modo optaría al ascenso a 3.ª División tras previo Play Off contra el segundo clasificado de la liga de Preferente de Tenerife, que en ese año fue el Atlético Arona. Tras empatar a dos en el sur de Tenerife los galdenses ganaban por dos a cero en el Estadio Barrial y conseguían el ascenso al fútbol nacional en solo tres años.

### Estreno en el Fútbol Nacional
En su estreno en Tercera División el Gáldar obtuvo una meritoria cuarta plaza solo siendo superado por ilustres de la categoría como la Las Palmas At., el C. D. Mensajero y la U. D. Orotava. De este modo en el año de su debut optaba a ascender de categoría midiéndose en un Play Off a los clubes mencionados, pero fue superado por el C. D. Mensajero y la U. D. Orotava. Al año siguiente el equipo pasó apuros para mantener la categoría quedando en la decimoquinta posición. Tras este bache él se volverían a conseguir buenas clasificaciones quedando quinto en la temporada 1993/94 y cuarto en la 1994/95 jugando nuevamente un Play Off con la U. D. Salud, U. D. Orotava y Estrella C. F. Esta vez se llevó el premio el equipo de Santa Cruz de Tenerife. Pero las plazas libres propicio que el Gáldar saltara de categoría y se estrenará en 2ªDivisión B.

### Liga de Bronce y subcampeonato de la Copa Federación
Tres temporadas consecutivas permanecería la Unión Deportiva Gáldar en 2ªDivisión B. El primer año iría a parar al Grupo I coincidiendo con la U. D. Las Palmas, C. D. Mensajero y C. D. Tenerife B como otros representantes de la Comunidad Autónoma Canaria y con otros grandes clubes como Racing Club de Ferrol, Club Deportivo Ourense o Talavera Club de Fútbol. El equipo acabó decimoquinto eludiendo el descenso. Al año siguiente el equipo jugó nuevos derbis provinciales con C. D. Mensajero y U. D. Realejos amen de enfrentarse a rivales históricos como Granada Club de Fútbol, Málaga Club de Fútbol o Cádiz Club de Fútbol quedando en una meritoria décima plaza. Al siguiente año el equipo repetiría derbi con C. D. Mensajero y se enfrentaría por primera vez en su historia a la U. D. Playas de Jandía, pero la liga concluyó con el Gáldar en decimoséptima posición y el equipo descendió. 
En la temporada 1996-97 llegó a la final de la Copa Federación, perdiendo frente al Burgos C. F. por un global de (5-2) en una final a doble partido, siendo el único equipo canario junto a Las Palmas Atlético en llegar a una final. El filial amarillo es a día de hoy el único en ganarla.

### De vuelta a Tercera
Nuevo años estuvo la Unión Deportiva Gáldar vagando por la categoría quedando año tras año a mitad de tabla, en tierra de nadie, hasta que en la temporada 2007/08 acaba tercero y consigue de nuevo la posibilidad tras Play Off de ascender a Segunda División B. El sorteo emparejó al equipo canario con el SD Gernika empatando a dos en el Estadio Barrial y perdiendo dos a cero en tierras vascas. Así se esfumaba el tren del ascenso a las primeras de cambio. Al siguiente año el equipo intentó nuevamente entrar en play off quedando séptimo. Pero el esfuerzo económico se pagó y en el año 2009/10 el equipo queda penúltimo y desciende.

### De nuevo en Regionales y posterior desaparición
El  Gáldar  volvía a Preferente Las Palmas diecinueve años después. Tras estar gran parte de la liga disputando los puestos de ascenso el equipo acaba quinto quedándose a las puertas del objetivo ya que excepcionalmente ese año ascendieron cuatro conjuntos desde Preferente Las Palmas a 3.ª División tras la renuncia por problemas económicos de varios equipos isleños, a participar en 3.ª División, así que en la temporada 2011/12 sería la última vez compitiendo ya que desaparecería jugando esa temporada en la Preferente Las Palmas.

## Estadio
La Unión Deportiva Gáldar juega sus encuentros como local en el Estadio Barrial, con capacidad para 5.000 espectadores.

## Temporadas
| Temporada | División     | Posición | Copa del Rey |
| --------- | ------------ | -------- | ------------ |
| 1988/89   | 2.ª Regional | 1.º      |              |
| 1989/90   | 1.ª Regional | 1.º      |              |
| 1990/91   | Preferente   | 2.º      |              |
| 1991/92   | 3.ª División | 4.º      |              |
| 1992/93   | 3.ª División | 15.º     | 2ªElim.      |
| 1993/94   | 3.ª División | 5.º      |              |
| 1994/95   | 3.ª División | 4.º      |              |
| 1995/96   | 2ªDivisión B | 15.º     |              |
| 1996/97   | 2ªDivisión B | 10.º     |              |
| 1997/98   | 2ªDivisión B | 17.º     |              |
| 1998/99   | 3.ª División | 8.º      |              |
| 1999/00   | 3.ª División | 12.º     |              |
| 2000/01   | 3.ª División | 8.º      |              |
| 2001/02   | 3.ª División | 9.º      |              |
| 2002/03   | 3.ª División | 6.º      |              |
| 2003/04   | 3.ª División | 5.º      |              |

| Temporada | División     | Posición | Copa del Rey |
| --------- | ------------ | -------- | ------------ |
| 2004/05   | 3.ª División | 7.º      |              |
| 2005/06   | 3.ª División | 8.º      |              |
| 2006/07   | 3.ª División | 9.º      |              |
| 2007/08   | 3.ª División | 3.º      |              |
| 2008/09   | 3.ª División | 7.º      |              |
| 2009/10   | 3.ª División | 19.º     |              |
| 2010/11   | Preferente   | 5.º      |              |
| 2011/12   | Preferente   | 10.º     |              |

### Datos del Club
- Temporadas en 2ª División B: 3
- Temporadas en 3ªDivisión: 16
- Temporadas en Preferente: 3
- Temporadas en 1ªRegional: 1
- Temporadas en 2ªRegional: 1

## Unión Moral
Desde 1980, antes de competir bajo el nombre de U.D.Galdar, el club disputó varias temporadas con el nombre de Unión Moral. Bajo este nombre el equipo consiguió competir dos años en Tercera División.